# Stryszawa
Pour l’article homonyme, voir Stryszawa (gmina).
Stryszawa est une localité polonaise, siège de la gmina de Stryszawa, située dans le powiat de Sucha en voïvodie de Petite-Pologne.